# Skinnay Ennis

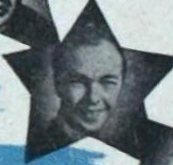
Skinnay Ennis

Edgar Clyde 'Skinnay' Ennis, Jr. (Salisbury (North Carolina), 13 augustus 1907 - Beverly Hills,  3 juni 1963) was een Amerikaanse jazz-drummer, zanger en bandleider in de jazz en easy listening.

## Biografie
Tijdens zijn studie aan de University of North Carolina ontmoette Ennis Hal Kemp, die een campus-band had, Carolina Club Orchestra. Ennis werd hierin de drummer en toen Kemp een professioneel orkest begon, ging Ennis mee. Hij was in dat orkest, dat gaandeweg meer zoete muziek ging spelen, tot 1937 de drummer en ook (bij de vrouwen) populaire zanger. Hierna begon Ennis een eigen orkest, dat ook verscheen in Hollywood-films. Zijn herkenningsmelodie was "Got a Date With an Angel". Tot zijn arrangeurs  behoorden Gil Evans en Claude Thornhill. Hij had in totaal acht jaar lang een vaste plek in het komische radioprogramma van Bob Hope, waardoor zijn band landelijke bekendheid kreeg. Tijdens de oorlog formeerde hij een eigen militaire band, na de oorlog keerde hij weer terug naar Hollywood. In het seizoen 1946-1947 deed hij mee aan het radioprogramma van Abbott en Costello. Eind jaren vijftig was zijn carrière enigszins verbleekt en trad hij met zijn orkest een groot deel van het jaar op in het Statler-Hilton-hotel in Los Angeles.
Ennis was twintig jaar getrouwd met Carmine Calhoun, een zangeres die ook met het orkest van Ennis optrad. Ennis overleed op 55-jarige leeftijd toen hij tijdens zijn supper in een restaurant in een botje stikte.

## Discografie
- The Uncollected Skinnay Ennis & His Orchestra (1947-1948), Hindsight Records, 1992
- 1956-1957 Live in Stereo (Hal Kemp Remembered), Jazz Hour, 1992

## Films
- College Swing, 1938
- Blondie Meets the Boss, 1939
- Once Upon a Summertime (short), 1941
- Skinnay Ennis and His Orchestra (short), 1941
- Sleepytime Gal, 1942
- Skinnay Ennis and Orchestra (short), 1949

## Noot
1. ↑  Als geboortedatum worden (abusievelijk) ook wel 1906 en 1909 genoemd